# 양청중학교
양청중학교(陽靑中學校)는 대한민국 충청북도 청주시 청원구 오창읍 양청리에 있는 공립 중학교이다.

## 학교 연혁
- 2008년 10월 31일 : 양청중학교 설립 인가(18학급)
- 2010년 10월 29일 : 교명 양청중학교 확정
- 2011년 3월 1일 : 제1대 오도균 교장 취임
- 2011년 3월 2일 : 제1회 입학식(6학급)
- 2011년 4월 29일 : 개교식
- 2012년 3월 1일 : 교육과정 연구시범학교(창체분야) 지정운영(~2014.02.28)
- 2012년 3월 1일 : 사교육절감형 창의경영학교 지정 운영(~2014.02.28)
- 2015년 3월 1일 : 교실수업개선 연구학교 운영(~2016.02.29)
- 2020년 3월 1일 : 민주시민 연구학교 운영(~2022.02.28)
- 2024년 1월 9일 : 제11회 졸업식(278명 졸업, 총 2,128명)
- 2024년 3월 4일 : 제14회 입학식(8학급)
- 2024년 9월 1일 : 제6대 김학만 교장 취임

## 참고 자료
- 양청중학교 - 한국교육학술정보원 학교알리미